# 4-8-2

4-8-2轮式示意

“4-8-2”是华氏式别中的蒸汽机车轮式之一，即机车拥有四个导轮（两轴）、八个动轮（四轴）及两个从轮（一轴）。这种轮式又称为“山岳式”（Mountain），首先于纳塔尔殖民地采用。

## 其他标示
這種軸式在其他分類法中的標示如下：
- UIC分類法：2D1（與德國式和意大利式分類法相同）
- 法國式：241（與西班牙式分類法相同）
- 土耳其式：47
- 瑞士式：4/7
- 俄羅斯式：2-4-1

## 运用

### 安哥拉

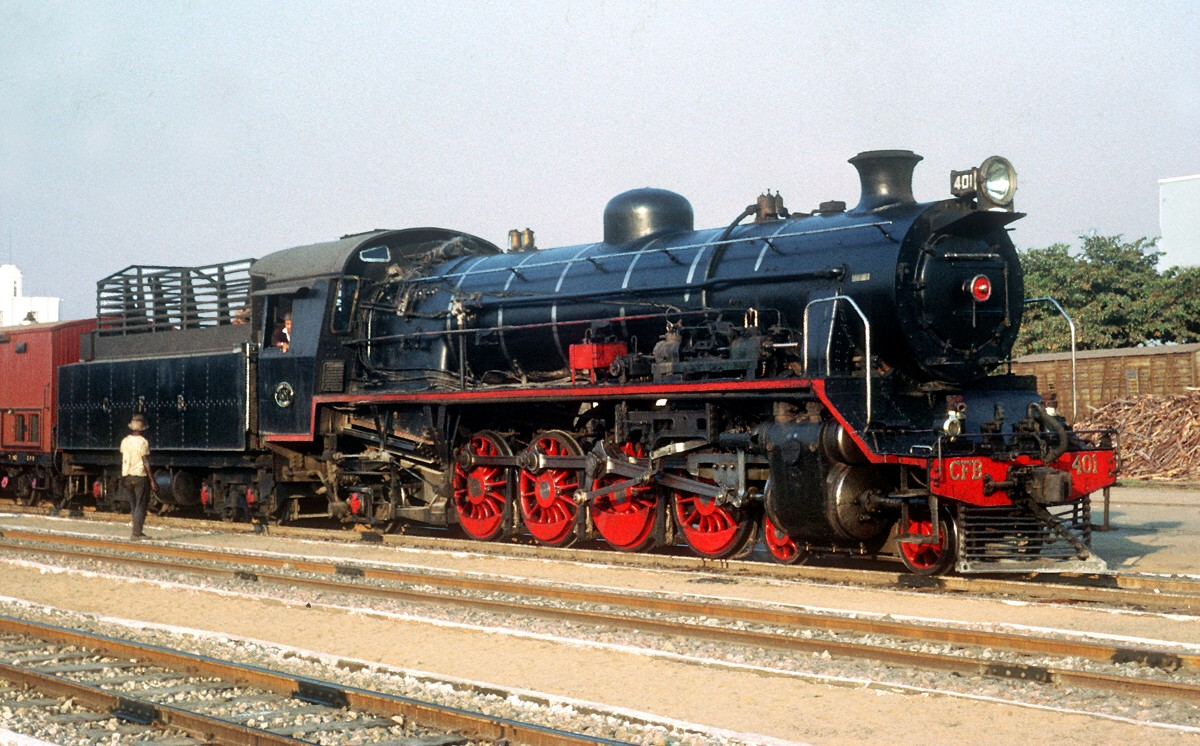
本格拉鐵路11型蒸汽机车

1951年，北英机车公司在南非铁路19D型蒸汽机车的基础上，为本格拉鐵路制造了6辆11型蒸汽机车。

### 保加利亚
1941年到1942年间，保加利亚国家铁路向德国亨舍尔公司订购12辆03型蒸汽机车，以用于干线客运。此型机车运用至1975年退役，仅20.06号机车保存展示。

### 波兰

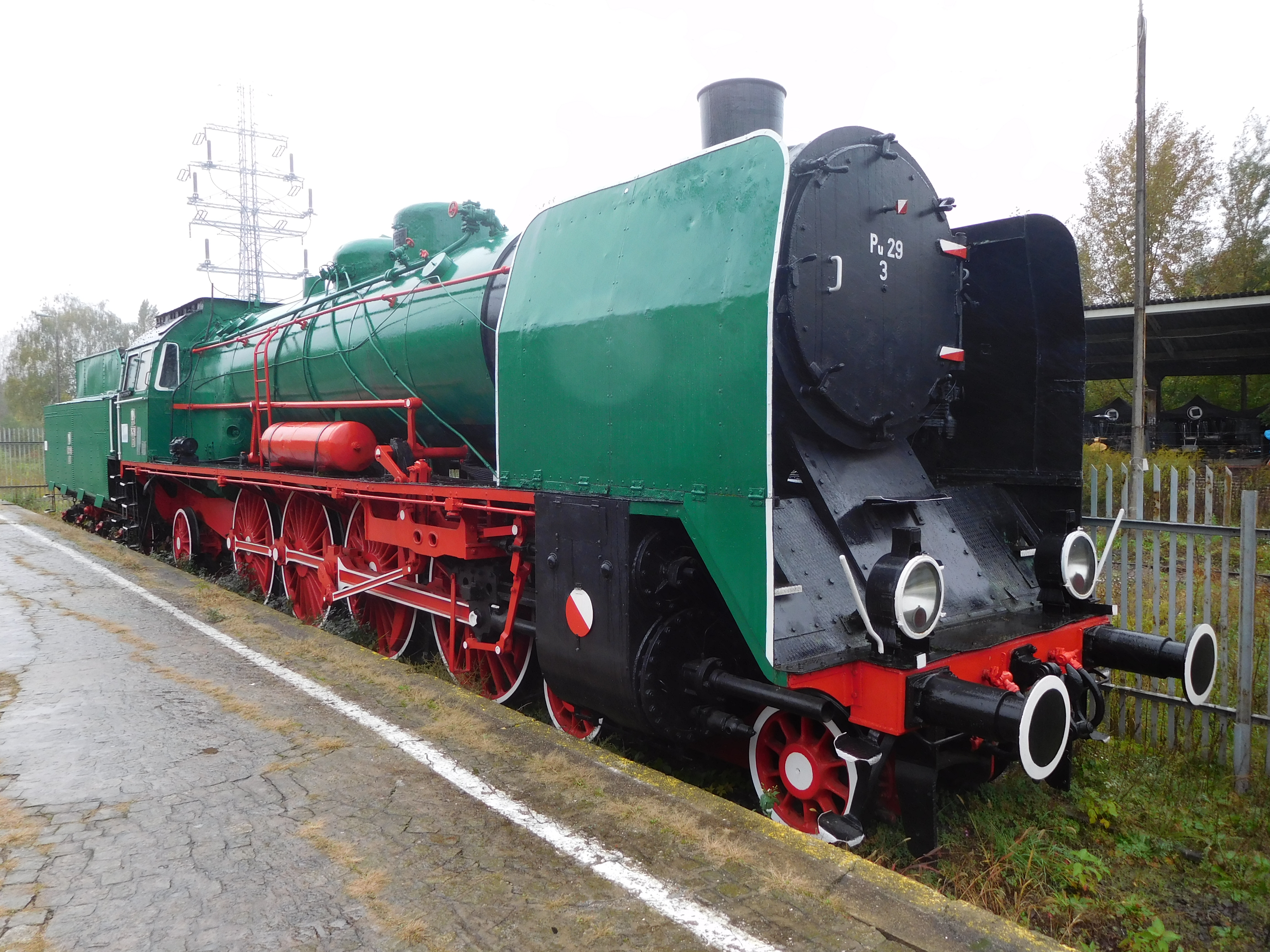
波兰国家铁路Pu29型蒸汽机车

1931年，HCP公司研制了Pu29型蒸汽机车，尽管此型机车性能非常好，但因重量过重而只生产了3辆。Pu29-3静态展示于華沙鐵路博物館。

### 中国大陆
目前已知在中国大陆运用的山岳式机车为MT1型，此型机车前身为南满洲铁道于1936年从川崎重工业和日立制作所引进的Matei型蒸汽机车。Matei型机车主要用于在新京和大连间牵引快运货物列车，但有时亦可以用于牵引南向旅客列车。中华人民共和国成立后，此型机车被中国铁道部于1951年编为ㄇㄉ1，后于1959年编为MT1。

### 朝鲜半岛
朝鲜总督府铁道在1943年到1945年间先后引进Matei型和Mateni型两款山岳式蒸汽机车，以用于在山区线路的长时间牵引及运行。这些机车于二战结束后，分别被朝鲜铁道省和韩国铁道接收。